# Левинсон, Артур
Артур Левинсон (англ. Arthur D. Levinson, 31 марта 1950, Сиэтл) — американский учёный и предприниматель. Глава совета директоров Apple. Прежде глава совета директоров компании Genentech (c 1999 по 2011). Доктор философии (1977).

## Биография
Родился в еврейской семье. В 1972 году получил степень бакалавра в Вашингтонском университете в области молекулярной биологии. В 1977 году получил степень PhD в области биохимии в Принстонском университете.
С 1980 года занимается исследованием и разработкой лекарственных средств в компании Genentech; с 1989 года на руководящей работе; с 1995 по 2009 главный исполнительный директор; с 1999 по 2011 глава совета директоров.
С 2005 года, член совета директоров компании Apple, а с 15 ноября 2011 года председатель совета директоров. В сентябре 2013 года был назначен CEO Calico, созданной Google компании в области здравоохранения и продления жизни.
Является автором 80 научных публикаций и 11 патентов. Отмечен Bower Award for Business Leadership (2020).
С 17 декабря 1978 года женат на Рите Мэй Лифф, имеет двоих детей.